# Золото (фильм, 1992)
«Золото» — художественный фильм совместного российско-итальянского производства. Историческая драма.

## Сюжет
Традиционный сюжет о столкновении «культуры» и «цивилизации» с «естественной» и «варварской» средой, в основе которого лежит реальное историческое событие — Sacco di Roma — разорение Рима наёмной армией императора Священной Римской империи Карла V в мае 1527 года.
Италия, Папская область, 1527 год. На Рим идёт армия ландскнехтов во главе с Георгом фон Фрундсбергом и Карлом III де Бурбоном. Разнузданность и жестокие нравы германских наёмников давно стали «притчей во языцех», и жителей города не ждёт ничего хорошего.
Римский папа Климент VII (Джулио Медичи) бессилен что-нибудь предпринять и укрывается в замке Святого Ангела, но предприимчивый скульптор и художник Бенвенуто Челлини полон решимости и с энтузиазмом встаёт у городских пушек...
Талантливый художник Габриэлле (Франко Неро) остаётся в городе, несмотря на предупреждения доброжелателей уехать и приглашение Папы спрятаться с ним в замке.
Рим захвачен, разорён и отдан на разграбление захватчикам. Алчные и нечестивые наёмники оскверняют всё вокруг себя, зверски убивая мужчин, насилуя женщин, издеваясь над монахами и священниками. Город превращён в зловонные руины.
Наивный Габриэлле жестоко расплачивается за то, что остался в городе. Молодой ландскнехт Андреас (Александр Абдулов) устраивает разгром в его доме, убив его подмастерье и изнасиловав сестру последнего — возлюбленную художника Джезуину (Виттория Бельведере). Капитан наёмников дон Диего (Иннокентий Смоктуновский), поклонник таланта Габриэлле, приказывает Андреасу остановиться у художника на постой. Джезуина становится наложницей ландскнехта, а сам Габриэлле — его покорным слугой. Сломленный внешне, художник всё более уходит в свой внутренний мир и постепенно перерождается. Однако, как живописец, он теряет вдохновение, насмотревшись на окружающие кошмары.
Наконец, ландскнехты покидают Рим, но Андреас решает остаться в городе вместе с Джезуиной. Улучив момент, девушка убивает насильника, освободив Габриэлле из рабства и плена.

## В ролях
| Актёр                    | Роль                                                 |
| ------------------------ | ---------------------------------------------------- |
| Франко Неро              | Габриелле Казинтино (дублировал Александр Белявский) |
| Виттория Бельведере      | Джезуина                                             |
| Александр Абдулов        | Андреас Беркенхофер                                  |
| Всеволод Ларионов        | Ханс                                                 |
| Иннокентий Смоктуновский | Дон Диего                                            |
| Александр Збруев         | Беллоцио                                             |
| Карло Чекки              | Бенвенуто Челлини (дублировал Юрий Саранцев)         |
| Энцо Яккетти             | Папа Климент VII                                     |
| Дмитрий Писаренко        | Орсини                                               |
| Александр Сорокин        | Джезуино                                             |
| Елена Логинова           | Примавера                                            |
| Пётр Татарицкий          | Кавалерино                                           |
| Михаил Бочаров           | Кардинал                                             |

## Съёмочная группа
- Автор сценария: Фабио Бонци / (итал.) Fabio Bonzi
- Режиссёры-постановщики: Фабио Бонци, Леонид Биц
- Оператор-постановщик: Михаил Агранович
- Художник-постановщик: Владимир Постернак
- Композитор: Томазо Витторини /  (итал.) Tommaso Vittorini
- Звукооператоры: Олег Зильберштейн, Массимо Риса
- Художники по костюмам: Алла Оленева, Флоренца Чиполлоне
- Исполнительный продюсер: Карлен Агаджанов
- Продюсеры: Леонид Биц, Витторио Нойа /  (итал.) Vittorio Noia, Виктор Глухов

## Награды
- Сценарий фильма отмечен специальной премией «Солинас»